# Банксия ярко-красная
Банксия ярко-красная (лат. Banksia coccinea) — вид древовидных кустарников семейства Протейные, в диком виде произрастает в Австралии.

## Описание
Банксия ярко-красная — древовидный кустарник или небольшое деревце, достигающее в высоту 8 м.
Цветки серые, собраны в цилиндрические соцветия. Пестики — ярко-красного цвета, заметно выдающиеся наружу.